# Tipula (Eumicrotipula) serval
Tipula (Eumicrotipula) serval is een tweevleugelige uit de familie langpootmuggen (Tipulidae). De soort komt voor in het Neotropisch gebied.